# Тіксі (смт)
Ті́ксі (рос. Тикси, якут. Тиксии) — селище міського типу, центр Булунського улусу Республіки Саха, Росія.
Населення селища становить 5 427 осіб (2008; 5,9 тис. в 1999, 11,9 тис. в 1989).

## Географія
Селище розташоване на західному березі бухти Тіксі моря Лаптєвих, а саме на березі невеликої затоки Булуйкан. Навпроти селища, у бухті, розташований острів Бруснєва з маяком. На південній околиці знаходиться гора Лелькина (206 м), на західній — Столова гора (319 м). Із західного боку розташовані невеликі озера — Мілке та Дирінг-Кюєль. Великий мікрорайон розташований за кілька кілометрів на північ, на правому березі річки Хорогор.

## Історія
Селище засноване як один з пунктів Північного морського шляху в 1933 році. В 1957 році тут була створена полярна геокосмічна обсерваторія «Тіксі».

## Економіка
Селище є морським портом, через що його називають морськими ворітьми Якутії. На північній околиці розташований аеропорт федерального значення. В самому селищі працює друкарня, є музеї образотворчого мистецтва і культури Арктики та природи Усть-Ленського заповідника.

## Клімат
Клімат Тіксі — арктичний. Зими схожі на зими у внутрішніх субарктичних регіонах і мають часті та сильні снігопади. Температурні норми та екстремуми дещо менш суворі, ніж на південь вглиб материка, проте зима довша через північніше розташування. Дуже коротке літо, як правило, прохолодніше, ніж у внутрішніх регіонах (хоча у 1991 р. була зареєстрована температура до +34° C), та частіші опади. Полярна ніч триває з 19 листопада до 24 січня, а полярний день — з 11 травня до 3 серпня.
| Клімат Тіксі                               | Клімат Тіксі | Клімат Тіксі | Клімат Тіксі | Клімат Тіксі | Клімат Тіксі | Клімат Тіксі | Клімат Тіксі | Клімат Тіксі | Клімат Тіксі | Клімат Тіксі | Клімат Тіксі | Клімат Тіксі | Клімат Тіксі |
| Показник                                   | Січ.         | Лют.         | Бер.         | Квіт.        | Трав.        | Черв.        | Лип.         | Серп.        | Вер.         | Жовт.        | Лист.        | Груд.        | Рік          |
| Абсолютний максимум, °C                    | −7,6         | −5,2         | 1,6          | 9,6          | 23,6         | 32,8         | 34,3         | 29,8         | 23,0         | 6,1          | −1,2         | −4,9         | 34,3         |
| Середній максимум, °C                      | −26,7        | −26,1        | −22,1        | −13,5        | −2,6         | 7,2          | 12,1         | 11,1         | 4,2          | −7,9         | −20,1        | −25,1        | −9,1         |
| Середня температура, °C                    | −30,2        | −29,6        | −26,3        | −18,3        | −6,1         | 3,2          | 7,6          | 7,7          | 1,6          | −10,8        | −23,4        | −28,4        | −12,8        |
| Середній мінімум, °C                       | −33,8        | −33,3        | −30,8        | −23,6        | −9,7         | 0,1          | 3,9          | 4,5          | −1,2         | −14,3        | −27,1        | −31,9        | −16,4        |
| Абсолютний мінімум, °C                     | −48          | −50,5        | −47,2        | −46,9        | −32,2        | −15,8        | −4           | −4           | −18,2        | −35          | −43,9        | −48,8        | −50,5        |
| Середня кількість сонячних годин на місяць | 0,0          | 40,0         | 176,9        | 276,5        | 199,0        | 238,2        | 246,4        | 132,6        | 86,8         | 52,9         | 4,0          | 0,0          | 1453,3       |
| Норма опадів, мм                           | 32           | 22           | 16           | 10           | 13           | 27           | 45           | 50           | 27           | 16           | 21           | 42           | 321          |
| Днів з дощем                               | 0,0          | 0,0          | 0,0          | 0,0          | 1            | 12           | 20           | 20           | 9            | 0,1          | 0,0          | 0,0          | 62,1         |
| Днів зі снігом                             | 23           | 21           | 21           | 19           | 20           | 5            | 0,2          | 0,3          | 10           | 25           | 23           | 23           | 189,5        |
| Вологість повітря, %                       | 82           | 82           | 83           | 83           | 85           | 82           | 83           | 83           | 82           | 83           | 82           | 81           | 83           |
| ------------------------------------------ | ------------ | ------------ | ------------ | ------------ | ------------ | ------------ | ------------ | ------------ | ------------ | ------------ | ------------ | ------------ | ------------ |
| Джерело: погода и климат, сонце            |              |              |              |              |              |              |              |              |              |              |              |              |              |